# Didube Pantheon
Didube Pantheon, Didube Temető (grúzul: დიდუბის მწერალთა და საზოგადო მოღვაწეთა პანთეონი) temető Tbiliszi Didube városrészében (az Akaki Cereteli sugárút 42 sz. alatt – 42 Akaki Tsereteli Ave, Tbilisi), ahol Grúzia legkiemelkedőbb írói, művészei, tudósai és politikai aktivistái vannak eltemetve. A temetőt 1939-ben nyitották meg.

## Kapcsolódó szócikk
- Mtacminda Pantheon